# Horní Kněžeklady
Horní Kněžeklady är en ort i Tjeckien.   Den ligger i regionen Södra Böhmen, i den centrala delen av landet, 100 km söder om huvudstaden Prag. Horní Kněžeklady ligger 497 meter över havet och antalet invånare är 111.
Terrängen runt Horní Kněžeklady är huvudsakligen platt. Horní Kněžeklady ligger uppe på en höjd. Runt Horní Kněžeklady är det ganska glesbefolkat, med 38 invånare per kvadratkilometer. Närmaste större samhälle är Týn nad Vltavou, 5,5 km nordväst om Horní Kněžeklady. Trakten runt Horní Kněžeklady består till största delen av jordbruksmark.